# همت‌الله پهلوان
سرتیپ همت‌الله پهلوان (زادهٔ ۱۲۸۵ در سوادکوه – درگذشتهٔ تیر ۱۳۶۱ در تهران) مربی نظامی و زبان فرانسهٔ محمدرضا پهلوی (ولیعهد) بود. او در سال ۱۳۱۵ دوره ستاد و فرماندهی را در دانشگاه جنگ طی کرد و تدریس پیاده‌نظام و زبان فرانسه را در دانشگاه جنگ دانشکدهٔ افسری عهده‌دار بود.
وی در سال ۱۲۸۵ در الاشت سوادکوه به دنیا آمد، و در تیرماه ۱۳۶۱ در تهران بدرود حیات گفت. از سال ۱۳۰۶ تا ۱۳۱۱ جهت دورهٔ تکمیلی به دانشکده سنسیر فرانسه اعزام گردید. از سال ۱۳۲۱ تا سال ۱۳۲۴ در زمان اشغال ایران ریاست ستاد واحدهای عمل کننده ارتش در همدان و کردستان را به عهده داشت. سپس به تهران منتقل و بازرس وزارت جنگ شد. با پیشنهاد ژنرال مک کلور رئیس مستشاران آمریکا در ایران و با نظر ارتشبد اخراجی هدایت رئیس ستاد وقت ارتش مبنی براینکه افسران تحصیلکرده در فرانسه با برنامه‌های مستشاران آمریکا در ایران مخالف هستند با تعداد دیگری از افسران دانشکده سنسیر باز نشسته شد.
پس از بازنشستگی در سال ۱۳۳۶ معاون سپهبد کیا در مقاومت ملی و فرمانده مقاومت ملی مازندران شد و در سال ۱۳۴۰ از طرف مردم شهرستان شاهی (قائم شهر) به نمایندگی مجلس شورای ملی انتخاب گردید اما پس از دو ماه با انحلال آن دوره از مجلس و به علت بیماری و سکتهٔ مغزی تا پایان عمر مشاغل پیشنهادی را نپذیرفت.